# 香美町立ジオパークと海の文化館
香美町立ジオパークと海の文化館（かみちょうりつじおぱーくとうみのぶんかかん）は、山陰海岸ジオパークのPRと海の文化などの紹介を目的とする兵庫県美方郡香美町立の文化施設。

## 概要
山陰海岸ジオパーク（山陰海岸国立公園を含む）の拠点施設のひとつである。
1階は、山陰海岸ジオパークや、その中央部に位置する香美町について学ぶための資料展示がなされており、実験コーナーやキッズスペースを有する。日本海の成り立ちやジオパークの概要がパネル等で説明されている。また、香美町は小代区や村岡区の千m級の山々から香住区の日本海まで多様で複雑な地形や気候風土から成っており、それが地域の生活文化の多様性につながっていることを、ジオラマや地図、写真などで説明している。「余部鉄橋」として知られたJR山陰本線の初代余部橋梁の橋脚の一部や、香美町小代区にあった巨大な杉の幹なども展示されている。
2階は香住海岸の海の文化を学ぶフロアで、世界中から集めた魚類の剥製や漁具の展示がなされている。幻の巨大魚といわれる深海魚リュウグウノツカイ、巨大なメジロザメやクロマグロなども展示されている。ワークショップスペースも設けられている。また、水産加工品の製造体験をすることが出来る「水産加工体験実習室」を備えており、干キス・干カレイ・干スルメイカ、焼きちくわなどの製造や、魚の捌きかたなどの体験ができる（要予約）。

## 沿革
- 1994年（平成6年）- 旧香住町が「香住町海の文化館」として設置。
- 2005年（平成17年）- 美方町・村岡町・香住町の合併による香美町成立に伴い、「香美町海の文化館」と改称。
- 2014年（平成26年）- 「香美町立ジオパークと海の文化館」としてリニューアルオープン。

## 利用情報
- 利用時間：9:00 - 17:00（入館:16:30）
- 休館日：水曜日（祝・祭日の場合は翌日）、12/29 - 翌1/3
- ひょうごっ子ココロンカード対象施設。

## 所在地・交通アクセス
- 兵庫県美方郡香美町香住区境1113[1]
- JR山陰本線 香住駅下車徒歩35分、または全但バス畑行きで香住東港を下車

## 周辺
- 香住港
- 岡見公園